# Cepola

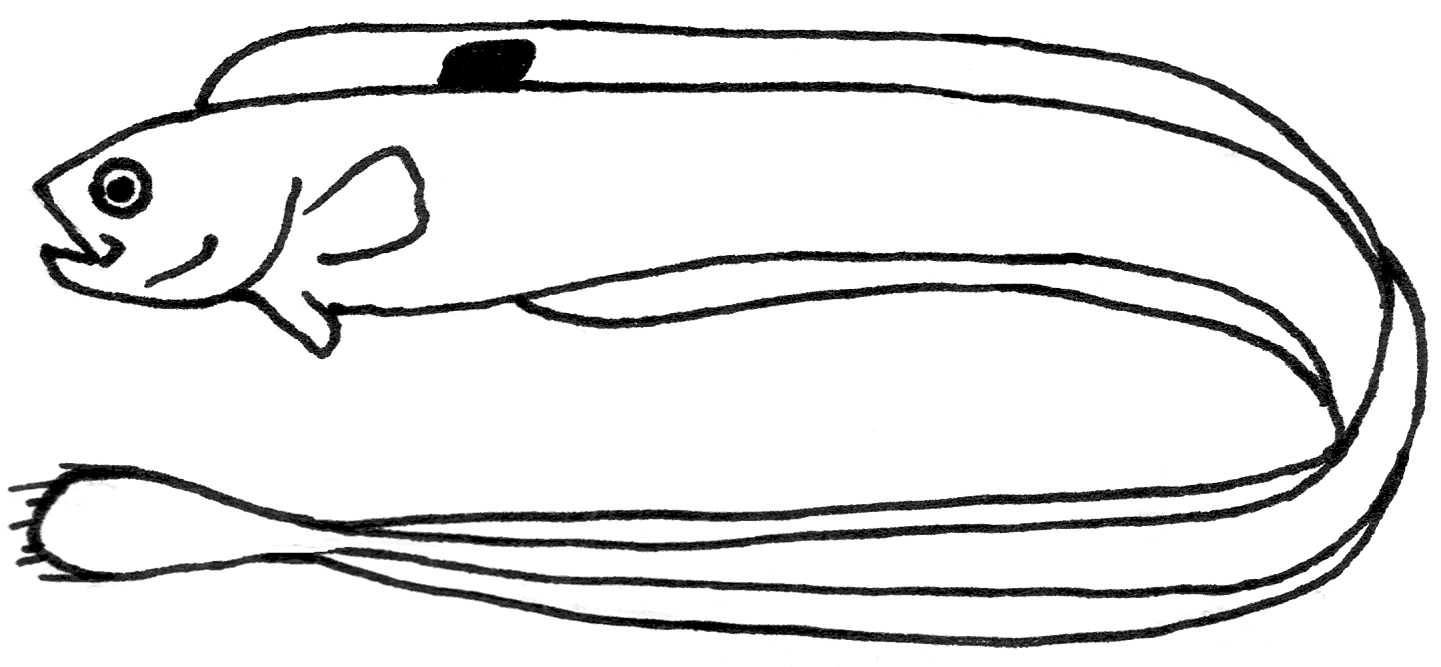
Codornera (Cepola macrophthalma)

Cepola és un gènere de peixos pertanyent a la família dels cepòlids.

## Taxonomia
- Cepola australis (Ogilby, 1899)[2]
- Cepola haastii (Hector, 1881)[3]
- Codornera (Cepola macrophthalma) (Linnaeus, 1758)[4][5][6][7][8][9][10]
- Cepola pauciradiata (Cadenat, 1950)[11]
- Cepola schlegelii (Bleeker, 1854)[12][13][14][15][16][17][18]